# Galéjon
Le Galéjon (parfois marais de Galéjon) est un étang des Bouches-du-Rhône en France. 

## Description
Il est situé dans la plaine de la Crau et mesure 6 km sur 2 km. Il communique à la mer et à l'étang de Landre. 

## Histoire
Pline le considérait comme un bras de mer et le dénomme ostium Massalioticum. Au Moyen Âge la considération comme bras de mer demeure sous les noms bracchium maris ou Galaionum maris. L'entrée du Galéjon était défendue par des tours. Marius l'incorpore dans l'élaboration de son canal.